# BK Iskra Svit
El BK Iskra Svit es un equipo de baloncesto eslovaco con sede en la ciudad de Svit, que compite en la SBL, la máxima competición de su país. Disputa sus partidos en el Iskra Arena, con capacidad para 1100 espectadores.

## Nombres
- Chemosvit
- BKM Legato - (hasta 2009)
- BK - (2009-2010)
- BK Iskra - (2010-)

## Posiciones en liga
- 2005 - (12-2)
- 2006 - (2-2)
- 2007 - (3-2)
- 2008 - (5-2)
- 2009 - (2-2)
- 2010 - (10-Extraliga)
- 2011 - (9-Extraliga)
- 2012 - (4)
- 2013 - (8)
- 2014 - (3)
- 2015 - (5)

## Palmarés
- Campeón Slovakian Extraliga - 2003
- Campeón Checoslovaquia - 1961
- Subcampeón Checoslovaquia - 1962, 1985
- Campeón Copa Eslovaca - 1998, 2001, 2004, 2005, 2014
- Subcampeón Slovakian Extraliga - 1997, 1998, 2001, 2002, 2004
- Subcampeón Copa Eslovaca - 1998, 2002, 2003

## Jugadores destacados
| - Bruno Celebija - Petar Cosic - Ivica Cvitanovic - Goran Fodor - David Grbesic - Andrija Hrkac - Sasa Jankovic - Rudolf Jugo - Zeljko Novak - Sasa Radosavljevic - Sven Smajlagic - Nikola Vladovic - Vladimir Sismilich - Stanislav Votroubek - Martins Berkis - Nikola Ivanovic - Sasa Avalic - Jovan Bajic | - Marko Latinovic - Milan Oluic - Marko Puzic - Michael Adams - Curtis Allen - Justin Archie - Justin Black - Horace Bond - Wesley Channels - Dave Coley - James Crowder - Chris Fouch - Lamar Grimes - Kenneth Henderson - Clarence Jackson - Lakeem Jackson - Johndre Jefferson - Gabe Knutson | - Julian Mascoll - Adam McCoy - Tyronne McNeal - Tim Morton - A'Darius Pegues - Brandis Raley-Ross - Lamar Roberson - Ishmael Sanders - Jontae Sherrod - Christopher Smith - Sean Smith - Carlos Smith - A.J.Stewart - Travis Wallace - Anton Gavel - John Boyer - Ravone George |